# Bắc Phố

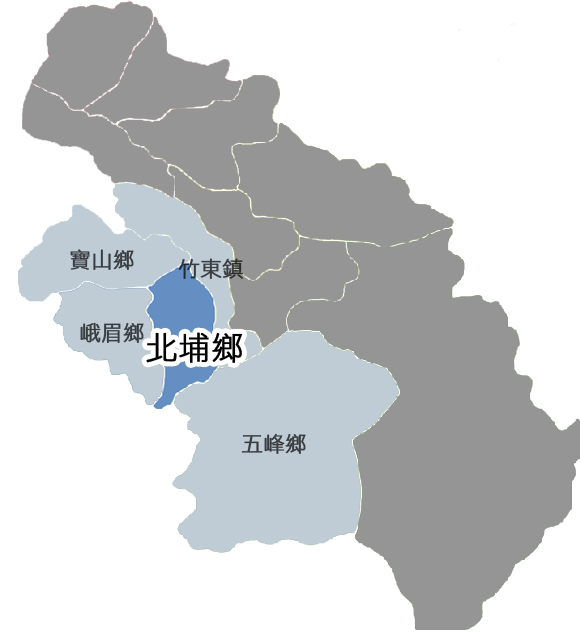
Vị trí tại Tân Trúc (màu xanh đậm)

Bắc Phố (tiếng Trung: 北埔鄉; bính âm: Běipù Xiāng) là một hương (xã) của huyện Tân Trúc, tỉnh Đài Loan, Trung Hoa Dân Quốc (Đài Loan). Hương có địa hình đồi núi và kinh tế dựa vào lĩnh vực nông nghiệp, đặc biệt là ruộng bậc thang và chè. Tổng diện tích của Bắc Phố là 50,6676 km², dân số vào tháng 8 năm 2011 là 10.038 người thuộc 3.107 hộ gia đình, mật độ cư trú đạt 198,1 người/km².